# Okulski
Okulski (forma żeńska Okulska; liczba mnoga Okulscy) – polskie nazwisko. Nosi je około 786 osób. Najwięcej osób o tym nazwisku mieszka na terenie Moniek, Warszawy i Rzeszowa.

## Etymologia
Nazwisko pochodzi od wsi Okulice w gminie Rzezawa, w powiecie bocheńskim, w województwie małopolskim.

## Znane osoby noszące to nazwisko
- Edward Okulski (ur. 1891, zm. 1940) – nadkomisarz Straży Granicznej II RP, ofiara zbrodni katyńskiej.
- Justyna Okulska (ur. 1987) – koszykarka, zawodniczka klubów PTK Pabianice i Widzew Łódź.